# Ngounié
Ngounié ist eine Provinz Gabuns mit der Hauptstadt Mouila.

## Geographie
Die Provinz liegt im Süden des Landes und grenzt im Norden an die Provinz Moyen-Ogooué, im Südwesten an die Provinz Nyanga, im Südosten an die Republik Kongo, im Westen an die Provinz Ogooué-Maritime und im Osten an die Provinz Ogooué-Lolo.
Ngounié untergliedert sich in die Departements Boumi-Louetsi, Dola, Douya-Onoy, Louetsi-Wano, Louetsi-Bibaka, Mougalaba, Ndolou, Ogoulou und Tsamba-Magotsi.